# Laurent Ballesta
Pour les articles homonymes, voir Ballesta.
Laurent Ballesta, né le 15 mai 1974 à Montpellier, est un photographe, plongeur et biologiste naturaliste français.  
Il est récompensé en 2017, 2020 et 2021 par les prix de « Photographe de nature de l'année » (Wildlife Photographer of the Year) décernés par le musée d'histoire naturelle de Londres.  

## Biographie
Laurent Ballesta est le fils d'un père, rapatrié d'Algérie, postier et d'une mère laborantine. Il a grandi avec son frère cadet et ses parents à Vendargues,.
Admirateur des aventures du commandant Cousteau, il côtoie la vie sous-marine dès son plus jeune âge dans sa région natale et passe son baptême de plongée à treize ans. Il devient moniteur de plongée à sa majorité. Il effectue son service militaire sur un haut lieu de la plongée, l'atoll de Rangiroa en Polynésie française.  
Ses études universitaires le portent sur l’écologie benthique (la faune et la flore qui vivent sur le fond des mers). Titulaire d’une maîtrise de biologie de l’université de Montpellier, il poursuit son cursus universitaire avec un master d’écologie méditerranéenne durant lequel il réalise la première cartographie bionomique des fonds marins de la Réserve naturelle nationale de Cerbère-Banyuls. Il se spécialise dans la plongée profonde. 
Photographe sous-marin, il publie des portfolios dans des magazines de la presse française et étrangère (Paris Match, Figaro Magazine, Ça m'intéresse, VSD, National Geographic, Daily Mail, Stern, View, Corriere Magazine, Terres Sauvages, Sciences & Vie, etc.).
De 1999 à 2011, il est « conseiller scientifique en milieu marin » pour l'émission de télévision Ushuaia Nature sur TF1 présentée par Nicolas Hulot,.
En 2000, Laurent Ballesta fonde, avec le biologiste français Pierre Descamp qu’il a rencontré à la faculté en Corse, l’association L’Œil d’Andromède qui pour but « de concilier l’étude océanologique et la valorisation artistique du milieu marin », et qui aboutira en 2008 à la création de la société Andromède Océanologie.
En 2007, au large de Nice, il prend la photographie la plus profonde faite par un plongeur à 190 mètres. En 2010, à l’occasion d’une expédition dans le canal du Mozambique, il ramène la première photo du cœlacanthe, un poisson-fossile préhistorique,.
En juillet 2019, Laurent Ballesta passe 28 jours avec trois coéquipiers au fond de la Méditerranée, entre Marseille et Monaco, dans le cadre de la mission Gombessa V,. Il réalise des documentaires pour la chaine Arte « à la croisée de l’aventure humaine, de la performance sportive, de la découverte scientifique et de la contemplation émerveillée de la vie aquatique ». 
En 2021, Laurent Ballesta a mené l'expédition Gombessa de vingt jours à 120 mètres de profondeur à proximité du Cap Corse pour comprendre le fonctionnement des anneaux de corail de la zone,.

## Expositions
Liste non exhaustive
- 2006 : Planète mers, avec Pierre Descamp, sur les grilles du Sénat au jardin du Luxembourg, Paris[13]
- 2014 : Cœlacanthe, Grande galerie de l'Évolution du Muséum national d'histoire naturelle, Paris[14]
- 2018 : Odyssée d'un enfant d’ici, Pierrevives, Montpellier[15]
- 2018 : 700 requins dans la nuit, Festival international de la photo animalière et de nature, Montier-en-Der[16]
- 2020 : Espaces liquides, Espace Braque, Paris[17]
- 2021 : Planète Méditerranée, Hôtel de région, Montpellier[18]
- 2021 : La Banquise sens dessus dessous, avec Vincent Munier, exposition en simultané dans 26 villes de France et d'Outre-mer dans le cadre de la saison culturelle nationale « 2021, l’Été polaire »[19].
- 2024 : exposition 15.10 / 05.12 2024 Galerie Prévert, Mauguio
- 2025 : Musée de la photographie Charles Nègre, Nice

## Publications
- 2003 : Le Languedoc-Roussillon : De la source à la mer, aux Éditions Svi-Publicep.
- 2005 : Planète Mers avec Pierre Descamp, Éditions Michel Lafon.
- 2007 : Plongées sans bulles - Immersions en recycleur Inspiration avec Eric Bahuet, Jean-Marc Belin et Didier Borg.
- 2008 : Planète Mers - Petit format - avec Pierre Descamp, Éditions Michel Lafon.
- 2008 : Secrets de Méditerranée - 1re édition limitée, Éditions Andromède Collection.
- 2010 : Secrets de Méditerranée - 2e édition limitée, Éditions Andromède Collection.
- 2011 : Odyssée dans les Eaux d’ici, Éditions Andromède Collection.
- 2012 : Petites îles de Méditerranée - Les sentinelles de la biodiversité, avec Sébastien Renou et Louis-Marie Préau, Éditions Gallimard Loisirs.
- 2013 : Une vie dans le port - Images & histoires de la biodiversité marine du port de Marseille Fos, Éditions Andromède Collection.
- 2014 : Gombessa, rencontre avec le Cœlacanthe , Éditions Andromède Collection.
- 2016 : Secrets d'Océans, Éditions Andromède Collection.
- 2016 : Adélie, avec Vincent Munier, Éditions Kobalann / éditions Paulsen.
- Luc Jacquet, Laurent Ballesta et Vincent Munier, Antartiqua !, Paris, Éditions Paulsen, 2016, 256 p. (ISBN 978291655-2828).
- Laurent Ballesta, 700 requins dans la nuit, Paris, Andromède Océanologie – Hemeria, 184 p. (ISBN 9782953350272).
- Laurent Ballesta, t. 64, Reporters sans frontières (RSF) / édition illustrée, coll. « 100 photos pour la liberté de la presse », 2 juillet 2020, 144 p. (ISBN 978-2-36220-064-9)[20].
- Laurent Ballesta, Planète Méditerranée, Paris, Andromède Océanologie / Hemeria, 2020, 296 p. (ISBN 978-2-490952-10-6)[21].

## Filmographie
- 2004 : Le Septième Ciel des requins gris, documentaire animalier de 52 min, réalisé par Cyril Tricot, scénario : Laurent Ballesta, Pierre Descamp, Charlotte Stenberg pour les chaînes de télévision Canal+ et France 3.
- 2007 : Dans les profondeurs de la baie des Anges, documentaire de 26 min réalisé par François de Riberolles, Sabine Quindou, Gil Kébaïli[22]
- 2008 : Au royaume du Nautile, documentaire de 26 min réalisé par Gil Kébaïli avec la participation de Luc Jaquet[23]
- 2010 : Vivre pour la Mer, film de Albert Saladini et Jérôme Espla et l'équipe technique de Earth and Sea Images, avec Albert Falco, Laurent Ballesta, Albert II de Monaco, Jean-Marie Dominici, Nardo Vicente, Alexandre Meinesz, Thierry Houard, Jean-Georges Harmelin et Denis Allemand.
- 2011 : Les larmes de crocodiles (tournage au Botswana), film de Luc Marescot - Production : What's Up Films avec la participation de France Télévisions, avec Vince Shaks, Cédric et Yanick Gentil, Laurent Ballesta.
- 2013 : Le Cœlacanthe, plongée vers nos origines (tournage en Afrique du Sud), documentaire de 90 min, réalisé par Gil Kebaili (avec la participation de ARTE, Films d’Ici, Andromède Océanologie, CNRS Images), avec Laurent Ballesta (première diffusion sur Arte en mai 2014)[6].
- 2015 : Le Mystère Mérou, (tournage en Polynésie) documentaire de 90 min, réalisé par Gil Kebaili (avec la participation de ARTE, Films d’Ici, Andromède Océanologie), avec Laurent Ballesta[7].
- 2017 : Antarctica, sur les traces de l'empereur, (tournage en Terre Adélie, Antarctique) documentaire de 90 min, réalisé par Jérome Bouvier (Wild Touch, Paprika Films, ARTE, Andromède Océanologie).
- 2018 : 700 requins dans la nuit, (tournage en Polynésie) documentaire de 90 min, réalisé par Luc Marescot (Le cinquième rêve, ARTE, Andromède Océanologie, Les gens bien production, Filmin Tahiti)
- 2019 : Planète Méditerranée, documentaire de 96 min, réalisé par Gil Kebaïli (ARTE)[9].
- 2024 : Cap Corse, le mystère des anneaux, documentaire de 92 min, réalisé par Yann Rineau (ARTE)[12]

## Distinctions
- 2016 : Doctorat honoris causa de l'université de Liège[24],[25]
- 2017 : Chevalier de l'ordre national du Mérite[26]
- 2021 : Grande Médaille Albert Ier

## Prix
Liste non exhaustive
- 2000, 2002 et 2004 : Plongeur d'Or au Festival international de l'image sous-marine d'Antibes[4].
- 2013 : Hans Hass Award (en)[27]
- 2017 : Wildlife Photographer of the Year[28]
- 2017 : Tridente d’Oro, Accademia Internazionale di Scienze e Tecniche Subacquee, Italie [29]
- 2020 : Wildlife Photographer of the Year du musée d'histoire naturelle de Londres[20],[30]
- 2021 : Wildlife Photographer of the Year du musée d'histoire naturelle de Londres[31]

## Postérité
2020 : Le groupe scolaire de la commune de Gigean donne le nom de Laurent Ballesta à sa nouvelle école à énergie positive (BEPOS),